# گرده‌شناسی قانونی
گرده‌شناسی قانونی یا پالینولوژی قانونی (انگلیسی: Forensic palynology) زیرشاخه‌ای از گرده‌شناسی (مطالعه دانه‌های گرده، هاگ‌ها و سایر پالینومورف‌ها) است که هدف آن اثبات یا رد رابطه بین اشیاء، افراد و مکان‌هایی است که ممکن است مربوط به پرونده‌های جنایی و مدنی باشد. گرده‌ها می‌توانند نشان دهند که یک شخص یا شیء کجا بوده است، زیرا مناطقی از جهان، کشورها و حتی بخش‌های مختلف یک باغ دارای مجموعه گرده‌هایی متمایز هستند. شواهد گرده همچنین می‌تواند فصلی را نشان دهد که در آن گرده‌ای بر سطح یا درون یک جسم خاص نشسته است. تحقیقات اخیر در زمینه گرده‌شناسی قانونی، پیشرفت‌هایی را در بارکدگذاری دی‌ان‌ای از گرده، تا سطح مولکول‌های گرده مشاهده کرده است، که اجازه می‌دهد پروفایل‌های دی‌ان‌ای از پالینومورف‌های منفرد ایجاد شود، که کارایی و دقت شناسایی را ساده می‌کند.
گرده‌شناسی مطالعه پالینومورف‌ها، ساختارهای میکروسکوپی با منشأ حیوانی و گیاهی است که در برابر پوسیدگی مقاوم هستند. این شامل گرده پیدازادان و همچنین هاگ‌ها (قارچ‌ها، خزه‌تباران و سرخسها)، چرخان‌تاژک‌داران و سایر میکروارگانیسم‌ها، هم زنده و هم فسیل‌شده است. روش‌های مختلفی وجود دارد که مطالعه این ذرات میکروسکوپی دیواره‌دار را می‌توان در پزشکی قانونی جنایی به‌کار برد.
در مناطقی مانند نیوزلند، که تقاضا برای این رشته زیاد است، گرده‌شناسی قانونی به‌عنوان مدرک در بسیاری از پرونده‌های مختلف که از جنایات غیرخشونت‌آمیز تا جرایم بسیار خشن را شامل می‌شود، استفاده شده است. گرده برای ردیابی فعالیت در گورهای دسته‌جمعی در بوسنی و هرزگوین، مشخص کردن صحنه جنایت، و دستگیری سارقی که در حین جنایت به بوته گل راعی برخورد کرده است، استفاده شده است. از آن‌جایی که گرده مورفولوژی مشخصی دارد و نسبتاً تخریب‌ناپذیر است، احتمالاً اغلب به سطوح مختلف می‌چسبد و حتی به بخشی از تحقیقات پزشکی قانونی تبدیل شده است.

## جستارهای‌وابسته
- پزشکی قانونی